# 매여울초등학교
매여울초등학교는 대한민국 경기도 수원시 팔달구에 있는 공립 초등학교이다.

## 학교 연혁
- 2009. 01. 02 학교 설립인가(경기도 교육규칙 제567호)
- 2009. 09. 01 매여울초등학교 개교
- 2009. 09. 01 초대 이종규 교장 취임
- 2009. 09. 01 6학급 편성
- 2009. 09. 08 7학급 편성
- 2009. 09. 22 11학급 편성
- 2010. 02. 11 제1회 졸업식(졸업생 43명, 총 졸업생 43명)
- 2010. 03. 01 19학급 편성
- 2010. 03. 02 입학식(입학생 126명)
- 2011. 02. 15 제2회 졸업식(졸업생 102명, 총 졸업생 145명)
- 2011. 03. 01 20학급 편성
- 2011. 03. 02 입학식(입학생 130명)
- 2012. 02. 14 제3회 졸업식(졸업생 79명, 총 졸업생 224명)
- 2012. 03. 01 21학급 편성
- 2012. 03. 02 입학식(입학생 146명)
- 2013. 02. 15 제4회 졸업식(졸업생 96명, 총 졸업생 320명)
- 2013. 03. 01 24학급 편성
- 2013. 03. 04 입학식(입학생 136명)
- 2014. 02. 14 제5회 졸업식(졸업생 87명, 총 졸업생 408명)
- 2014. 03. 01 27학급 편성
- 2014. 03. 03 입학식(입학생 154명)
- 2015. 02. 13 제6회 졸업식(졸업생 83명, 총 졸업생 490명)
- 2015. 03. 01 28학급 편성
- 2015. 03. 02 입학식(입학생 131명)